# Drosophila luteola
Drosophila luteola este o specie de muște din genul Drosophila, familia Drosophilidae, descrisă de Hardy în anul 1965. Conform Catalogue of Life specia Drosophila luteola nu are subspecii cunoscute.